# Lungwebungu
La rivière Lungwebungu est un cours d'eau  d'Afrique, située principalement en Angola et un affluent droit du fleuve Zambèze qui conflue au nord de la ville de Lukulu.

## Géographie
La longueur de son cours d'eau de 645 km.
Elle prend sa source à l'extrême ouest de la zone d'écoulement des eaux du Zambèze, qu'elle rejoint au niveau du premier tiers du cours supérieur de ce dernier, en Zambie; bien avant les chutes Victoria.